# Automotrice FS ALe 660
Le automotrici ALe 660 sono un gruppo di elettromotrici leggere delle Ferrovie dello Stato italiane progettate tra il 1952 e il 1953 come evoluzione delle ALe 840.
Ordinate nel 1954 in un lotto comprendente ventidue elettromotrici ALe 660 e altrettante rimorchiate pilota Le 800, subirono una variante in corso d'opera determinata dalla decisione dell'Union Internationale des Chemins de Fer (UIC) di abolire la terza classe, che indusse le FS a costruire solo quindici coppie ALe 660+Le 800 e a creare con le sette coppie restanti il nuovo gruppo di elettromotrici e rimorchiate pilota di sola prima classe ALe 540 e Le 600, inizialmente non previste dai piani di sviluppo.
Mentre le coppie ALe 660+Le 800 non furono più replicate dopo le prime quindici unità, rimanendo gruppi a sé stanti fino al ritiro del servizio, lo sviluppo delle ALe 540.001-007 proseguì autonomamente con due ulteriori serie di elettromotrici e nuovi tipi di rimorchiate pilota, caratterizzate da importanti innovazioni meccaniche e stilistiche.

## Storia
L'impiego prevalentemente sui treni rapidi delle elettromotrici ALe 840, spesso a rinforzo degli elettrotreni ETR 200, mise ben presto in evidenza il netto contrasto tra la mediocrità degli ambienti interni delle elettromotrici e l'allestimento quasi lussuoso degli elettrotreni. Questa circostanza, unita alla necessità di disporre di ulteriori elettromotrici, determinò nel 1954 l'ordinazione da parte delle Ferrovie dello Stato (FS) di un primo lotto di mezzi leggeri elettrici derivati dalle ALe 840 comprendente 22 elettromotrici ALe 660 e 22 rimorchiate Le 800.
A scombinare i piani delle FS intervenne la decisione, presa dall'Union Internationale des Chemins de Fer (UIC) nel 1955, di abolire la terza classe sui treni delle amministrazioni ferroviarie europee a partire da 3 giugno 1956.
In questa circostanza, mentre la prima coppia di ALe 660+Le 800 era già in costruzione, le FS presero la decisione di dotare della sola prima classe una parte delle elettromotrici della commessa; pertanto furono costruite solo 15 coppie di ALe 660+Le 800, mentre le restanti 7, allestite con ambiente di sola prima classe a 54 e 60 posti cambiando la disposizione delle poltrone da quattro a tre per fila, andarono a costituire le unità della prima serie del nuovo gruppo ALe 540 e le relative rimorchiate Le 600.

## Caratteristiche

### Elettromotrici ALe 660.001-015
Il progetto delle elettromotrici ALe 660 e delle rimorchiate Le 800 fu sviluppato tra il 1952 e il 1953 a partire da quello delle ALe 840, la cui cassa fu ridisegnata adottando una struttura tubolare che permetteva la realizzazione di finestrini di maggiori dimensioni.
I vestiboli d'accesso furono spostati verso le estremità della cassa, posizionandoli in corrispondenza della mezzeria dei carrelli per consentire una migliore disposizione degli ambienti interni, e la cabina di guida, che era sdoppiata sulle ALe 840, fu resa unica mediante una diversa sistemazione del mantice di intercomunicazione.
Gli ambienti viaggiatori furono migliorati introducendo l'illuminazione con lampade fluorescenti e, in origine, gli alzacristalli elettrici, adottando poltroncine simili a quelle degli elettrotreni in prima classe e migliorando quelle di seconda classe rispetto alle ALe 840.
Come per le ALe 840, il riscaldamento degli ambienti viaggiatori e delle cabine di guida era realizzato con scaldiglie elettriche della potenza complessiva di 34 kW, alimentate dalla linea di contatto a 3 kV.
La disposizione dei locali fu organizzata come segue:
- cabina di guida anteriore;
- compartimento postale con ripiano valigie;
- vestibolo anteriore con porte pneumatiche;
- ambiente di 1ª classe su tre moduli con 18 posti a sedere disposti con lo schema 1+2 (modulo sedili 1.800 mm);
- vano centrale su un modulo con due ritirate sulla fiancata sinistra del veicolo e deposito valigie sul lato opposto;
- ambiente di 2ª classe su cinque moduli con 40 posti a sedere disposti con lo schema 2+2 (modulo sedili 1.750 mm);
- vestibolo posteriore con porte pneumatiche;
- ambiente di 2ª classe su un modulo con 8 posti a sedere disposti con lo schema 2+2 (modulo sedili 1.750 mm);
- cabina di guida posteriore.

Il mantice di intercomunicazione, ingombrante e difficoltoso da movimentare sulle ALe 840, fu interamente riprogettato adottando un sistema che ne prevedeva il ricovero sotto il pavimento in posizione di riposo e l'estrazione per mezzo di un sistema a rinvii con funi di acciaio azionato da motorini elettrici alimentati a 24 V dalle batterie di bordo, ma la manovra continuò ad essere laboriosa e, nonostante gli sforzi dei progettisti, il personale dei depositi locomotive cercò sempre di limitarne l'uso al minimo indispensabile. 
Furono mantenuti i carrelli tipo M 1040 delle ALe 840 con i motori di trazione a sospensione baricentrica, ma con il rapporto di trasmissione portato a 25/58 per ottenere un maggiore sforzo di trazione all'avviamento. 
I motori di trazione rimasero dello stesso tipo 62 R5-100 FS delle ALe 840, ma i circuiti di trazione e comando furono modificati aumentando da tre a quattro i gradi di indebolimento di campo nella configurazione parallelo (nella configurazione serie rimasero cinque come sulle ALe 840), portando a undici il numero delle velocità economiche e consentendo di mantenere la velocità massima di 150 km/h nonostante il rapporto di trasmissione accorciato.
Altri miglioramenti introdotti rispetto alle ALe 840 furono la riprogettazione dei contattori per migliorarne l'affidabilità e la sostituzione della ventilazione a circolazione naturale del reostato di trazione con un gruppo a ventilazione forzata comandato da termostato.

### Rimorchiate Le 800.001-015
Assieme alle ALe 660.001-015 furono costruite tra il 1956 e il 1957 le rimorchiate pilota Le 800.001-015, con cassa e impianti di riscaldamento e illuminazione analoghi a quelli delle elettromotrici. L'impianto di riscaldamento elettrico era alimentato alla tensione di linea di 3 kV attraverso la condotta REC; l'impianto di illuminazione prendeva invece energia dalle batterie di bordo, a loro volta ricaricate dal gruppo rotante motore-dinamo delle motrici per mezzo di un'apposita conduttura elettrica interconnessa sulle testate.
I carrelli erano del tipo Mp 1040, identici al tipo M 1040 delle elettromotrici, ma privi dei motori di trazione e dei cinematismi di trasmissione del moto alle sale.
Le rimorchiate pilota Le 800 avevano una capacità di 80 posti a sedere di sola 2ª classe e comprendevano i seguenti ambienti interni:
- cabina di guida anteriore;
- ambiente di 2ª classe su un modulo con 8 posti a sedere disposti con lo schema 2+2 (modulo sedili 1.750 mm);
- vestibolo anteriore con porte pneumatiche;
- ambiente di 2ª classe su tre moduli con 24 posti a sedere disposti con lo schema 2+2 (modulo sedili 1.750 mm);
- vano centrale su un modulo con due ritirate sulla fiancata sinistra del veicolo e deposito valigie sul lato opposto;
- ambiente di 2ª classe su cinque moduli con 40 posti a sedere disposti con lo schema 2+2 (modulo sedili 1.750 mm);
- vestibolo posteriore con porte pneumatiche;
- ambiente di 2ª classe su un modulo con 8 posti a sedere disposti con lo schema 2+2 (modulo sedili 1.750 mm);
- cabina di guida posteriore.

### Fonti a stampa
- Giovanni Di Raimondo, Uno sguardo alle attività delle F.S. nell'anno 1954, in Ingegneria ferroviaria, 10 (1955), n. 1, gennaio 1955,  pp. pp. 19, ISSN  (WC · ACNP).

### Storiografia e complementi
- Giovanni Cornolò, Automotrici elettriche ALe 660; ALe 540 e rimorchiate relative, in Automotrici elettriche. Dalle origini al 1983, (ristampa anastatica di Automotrici elettriche FS, Parma, Ermanno Albertelli Editore, 1985), Ponte San Nicolò (PD), Duegi Editrice, 2011,  pp. 175-192, ISBN 88-95096-05-3.
- Francesco Bloisi, Francesco Maria, Angelo Nascimbene, Benedetto Sabatini, Sergio Pautasso, La generazione di mezzo. Presentazione ALe 840, 660 e 540, in Tutto treno, 24 (2012), n. 265, luglio-agosto 2012,  pp. pp. 12-13, ISSN 1124-4232 (WC · ACNP).
- Angelo Nascimbene, Sergio Pautasso, Elettromotrici in evoluzione, in Tutto treno, 24 (2012), n. 265, luglio-agosto 2012,  pp. pp. 14-21, ISSN 1124-4232 (WC · ACNP).
- Sergio Pautasso, A bordo delle ALe 840, in Tutto treno, 24 (2012), n. 265, luglio-agosto 2012,  pp. pp. 22-33, ISSN 1124-4232 (WC · ACNP).
- Sergio Pautasso, Ale 660 e ALe 540. Le discendenti, in Tutto treno, 24 (2012), n. 265, luglio-agosto 2012,  pp. pp. 34-43, ISSN 1124-4232 (WC · ACNP).
- Benedetto Sabatini, Sergio Pautasso, I disegni del Gruppo ALe 840/660/540 FS, in Tutto treno, 24 (2012), n. 265, luglio-agosto 2012,  pp. inserto pieghevole di 8 pagine non numerate, ISSN 1124-4232 (WC · ACNP).
- Sergio Pautasso, I numeri dei rimorchi, in Tutto treno, 24 (2012), n. 265, luglio-agosto 2012,  pp. pp. 52-57, ISSN 1124-4232 (WC · ACNP).
- Francesco Bloisi, Francesco Maria, Angelo Nascimbene, 50 anni di corsa, in Tutto treno, 24 (2012), n. 265, luglio-agosto 2012,  pp. pp. 58-73, ISSN 1124-4232 (WC · ACNP).